# Cinta Laura
Cinta Laura Kiehl (17 de agosto de 1993 en Quakenbrück, Alemania) es una actriz y cantante indonesia. Comenzó a ser conocida en la escena artística al protagonizar la telenovela Cinderella (Apakah Cinta Hanyalah Mimpi?). Obtuvo el premio "SCTV" en la categoría de "actriz popular" en el año 2007. Cinta Laura también actuó en películas, Oh Baby, que fue producido por (MD Entertainment) de 2008. En la película, me encanta actuar y bailar al mismo tiempo son obligatorios. También interpretó dos canciones en la banda sonora de la película, Oh Baby We Can Do It.

## Biografía
En mayo de 2006, ganó un concurso de actuación de competencia en modelaje, en la que, una productora de cine (MD Entertainment) notó su singularidad e individualidad. Por lo tanto, le ofrecieron que interpretara un personaje principal en una nueva serie de televisión llamada Cenicienta Apakah Cinta Hanya Mimpi?.
Antes de comenzar su debut en las pantallas de televisión, le enseñaron cómo actuar y hablar en lengua bahasa. Tras ser sometida a muchos procesos de un programa de televisión que salió al aire el 5 de febrero de 2007. Después de cinco meses de preparación, ella inmediatamente recibió un premio de prestigio reconocida como "Mejor Actriz de 2007" de los Premios SCTV, una semana después antes de cumplir sus 14 años de edad. Ganó el premio junto a otras famosas actrices de Indonesia como Nia Ramadhani, Sungkar Xirín y Marshanda.
En su carrera como cantante cuenta con dos álbumes de estudio, su autotitulado del 2010 y Hollywood Dreams de 2013. Además, en 2011 colaboró en una versión del sencillo "Who's That Girl" del cantante australiano Guy Sebastian lanzado para el mercado indonesio.
A pesar del éxito y los logros de Cinta, la educación siempre ha sido sus prioridades. Su determinación y ambición la han llevado a alcanzar un gran éxito en la Universidad de Columbia, permitiéndole graduarse un año antes de lo esperado. También es asistente de enseñanza (TA) para el profesor Herbert Terrace en el departamento de psicología de Columbia. Cinta se graduó en el Departamento de Psicología y Literatura con un título honorario cum laude de la universidad en mayo de 2014. En 2015, fue elegida como embajadora indonesia de la lucha contra el VIH/sida, con el objetivo de ayudar a crear conciencia sobre los peligros de esta enfermedad para las personas de Indonesia y otros jóvenes de Asia. Además, también se está preparando para su traslado a Los Ángeles con el fin de seguir su carrera como actriz en Hollywood.

## Filmografía

### Cine
- Oh Baby; como Baby (2008)
- Seleb Kota Jogja (SKJ); como Gadis (2010)
- After the Dark; como Utami (2013)
- The Ninth Passenger; como Nicole (2017)
- Crazy for the Boys; como Madison (2018)
- TAR; como Camilla Landry (2018)
- Goodnight; como Lisa (2018)
- The Nanny Is Watching; como Rachel (2018)
- Target (2018)

### Telenovelas
- Cinderella (Apakah Cinta Hanyalah Mimpi?) (2007)
- Upik Abu dan Laura (2008)
- Air Mata Cinta (2009)
- I Love You (2009)

## Discografía

### Álbumes
- Cinta Laura (2010)
- Hollywood Dreams (2013)

### Singles
- "Umbrella" (Rihanna Cover) - FEAT. El Rock Indonesia (2008)
- "Becek ngga Ada Ojeck" - feat. Uno o Uno (Exa Aldi Priza representan) (2008)
- "Let's Get The Beat" - feat. Afgan (Honda Theme Song Batir 2009)
- "Penghianat Cinta" - feat. Duo Maia (2009)
- "Who's That Girl" - Guy Sebastian con Cinta Laura (2011)
- "Tulalit" (2012)
- "All of My Life" (2013)

## Publicidad
- Pucela (2008 - 2011)
- Marimas (2008)
- XL (2008)
- Samsung (2008)
- Extra Joss Anggur (2009)
- EF Inglés Primera (2009)
- Honda golpe (2009)
- Polongmas Polongku (2009)
- Ardiles (2010 - 2011)
- Richeese (2010 - 2011)

## Premios
- SCTV - Mejor actriz 2007
- REVISTA GADIS - premiación 2007
- I-GOSSIP - Artista más influyentes 2008
- Indonesia Niños Choice Awards - Actriz Favoritos (2008)
- Estrella de Indonesia Premio Wannabe Kids Choice Awards de Indonesia (2010)
- Mejor artista de 2008 a partir de:
- GAUL tabloide
- TRAX Magazine
- Bintang Tabloide
- Teen Magazine
- GADIS Magazine
- HAI Magazine